# Toscano
El toscano es un dialecto del latín vulgar e idioma italorromance que se desarrolló en la región itálica de la Toscana durante la Edad Media y sirvió de base para el italiano oficial actual. 
Poco influida por otras lenguas romances, se impuso sobre las demás lenguas y dialectos vulgares del latín hablados en la península itálica gracias al prestigio de grandes escritores toscanos del siglo XIV: Dante Alighieri, Francesco Petrarca, Giovanni Boccaccio y del siglo XVI, como Maquiavelo, Francesco Guicciardini, así como de los venecianos Pietro Bembo y Gianbattista Ramusio, que confirieron al toscano la dignidad de «lengua literaria» de Italia.
A partir del siglo XVI el toscano dejó de identificarse con el habla regional de la Toscana, que tuvo su propia evolución, y fue tomando la función de lengua nacional que, por motivos nacionalistas, fue rebautizada como italiano. En la actualidad, el habla de la Toscana difiere del italiano estándar en la fonética y, en menor medida, en el léxico.

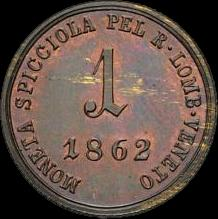
1 soldo del Reino Lombardo-Véneto, con texto en italiano, 1862

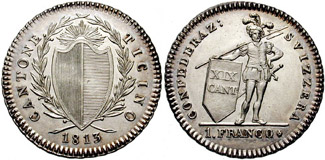
1 franco del Tesino, con texto en italiano, 1813.

## Toscano e italiano estándar
En el momento de la unificación de Italia, en 1861, el toscano ya tenía el estatus de idioma oficial en todos los Estados italianos pre-unitarios, como lo eran, entre otros, el Reino Lombardo-Véneto (Milán y Venecia) dentro del Imperio austrohúngaro; y hasta en el Cantón del Tesino y en parte del Cantón de los Grisones, territorios que conforman la Suiza italiana. 
En los territorios del rey de Piamonte, por ejemplo, así como en los demás estados italianos, el idioma toscano fue reconocido por el duque Manuel Filiberto de Saboya en 1562 como lengua oficial de la mayor parte de sus territorios, incluso en el condado de Niza (it. Nizza), que actualmente forma parte de Francia, con la única excepción de Saboya y de algunos valles de los Alpes occidentales, donde el idioma administrativo era el francés. 
El toscano gozó de gran difusión como lengua literaria en el siglo XVI, no solo en toda la actual Italia sino también en la península Ibérica. Por ello, las obras en toscano se traducían al alemán, al francés y al latín pero casi nunca al castellano, catalán o portugués.
Sin embargo, el toscano no era la lengua vehicular utilizada diariamente por la mayor parte de la población, que seguía hablando las lenguas regionales no estandardizadas (y por eso llamadas dialectos), limitando el uso del toscano a la administración, a la literatura y, para quien podía permitírselos, a los estudios.
No obstante el prestigio literario y el reconocimiento del toscano como lengua administrativa y de los estudios, en el siglo XIX escritores como el milanés Alessandro Manzoni, se dieron cuenta, también a través de la comparación con la evolución de otras lenguas romances, como el francés, dominado por él perfectamente, de que el toscano escrito, en parte por su fidelidad a los modelos clásicos de la época de Dante y en parte por su cristalización derivada de su utilización exclusivamente culta y no diaria e informal, era una lengua muy arcaica y distante del mundo moderno. 
Las obras de Manzoni, entre las cuales destaca la novela histórica I promessi sposi (Los novios), buscaron modernizar la lengua oficial de Italia, inspirándose, en parte, directamente en el toscano hablado. A través de este esfuerzo el toscano, como lengua nacional, se enriqueció de neologismos volviéndose más moderno y menos estático y arcaico, de manera que pudiera ser más fácilmente enseñado a las masas, en las escuelas del nuevo reino de Italia (1861-1946). 
Con Manzoni llegó a su fin una discusión centenaria, la questione della lingua, en la cual había participado también Dante (en su obra De Vulgari Eloquentia), que enfrenta a dos facciones principales: una que defendía la estandardización de una única lengua italiana oficial sobre la base de un único dialecto, concretamente el de Florencia, y otra que se proponía normalizar la lengua literaria común tomando lo mejor de los varios dialectos hablados en la península.
Los italianos aprendieron el toscano leyendo textos y no de viva voz de los hablantes toscanos nativos. En esto, el italiano difiere del español, ya que fueron los nativos de Castilla en primera persona quienes difundieron su lengua a través de la Reconquista en España y la Conquista de América.

## Dialectos
El dialecto toscano conforma un conjunto compuesto de muchos dialectos locales menores, con pequeñas diferencias entre ellos. La mayor subdivisión es entre los dialectos toscanos septentrionales y meridionales. 
Los dialectos toscanos septentrionales (de este a oeste):
- el fiorentino, dialecto de la ciudad de Florencia, de Casentino y Mugello, también hablado en Prato y a lo largo del río Arno hasta la ciudad de Fucecchio.

- el pistoiese, hablado en la ciudad de Pistoia y zonas aledañas (algunos lingüistas opinan que este dialecto no es independiente del fiorentino)

- el pesciatino o valdinievolese, hablado en el valle de Valdinievole y en las ciudades de Pescia y Montecatini Terme (algunos lingüistas opinan que este dialecto no es independiente del lucchese)

- el lucchese, hablado en Lucca y las colinas cercanas (llamada Lucchesia)

- el versiliese-garfagnino hablado en el área histórica de Versilia y de Garfagnana

- el viareggino, hablado en Viareggio, Camaiore y Massarosa

- el pisano-livornese, hablado en Pisa y en Livorno, y en las zonas cercanas a lo largo de la costa sur hasta la ciudad de Piombino.

Los dialectos toscanos meridionales son (este a oeste):
- el aretino-chianaiolo, hablado en Arezzo y el valle de Chiana

- el senese, hablado en Siena y su provincia

- el grossetano, hablado en Grosseto y su provincia

### El toscano y el corso
Hoy en día en la isla de Córcega se encuentra la forma más fiel al antiguo dialecto hablado en los tiempos en que el fenómeno de la "gorgia" no estaba presente. Por razones de aislamiento lingüístico desde la conquista por parte de la República de Génova y sucesivamente por la imposición del francés por parte de Francia, el corso es el subdialecto toscano que más se ha mantenido aislado en los últimos tres siglos y esto pone algunas consideraciones que hay que marcar: 
1) El corso no es muy inteligible entre toscanohablantes pertenecientes a la región italiana política denominada Toscana y toscanohablantes corsos. Entre los dos hay que hablar muy despacio y buscar muchos sinónimos a la hora de dialogar, mucho más que entre toscanos peninsulares actuales y sus subdialectos, excepto algunos subdialectos del archipiélago Toscano como el extinto Capraiese de la isla de Capraia.
2) La morfología física del corso y su historia comporta la diferenciación de dicho subdialecto toscano en 3 variantes (y zonas) que también tienen algunas dificultades en ser entendidas con fluidez entre los habitantes de la misma isla teniendo ellos que recurrir, muy a menudo, al italiano estándar (los mayores) o al francés (los más jóvenes).
3) Debido a que hasta mediados de 1800 Córcega usaba como lengua escrita oficial el italiano estándar el corso nunca se llegó a uniformar gramaticalmente y en su léxico.
4) El umbral de corsohablantes en Córcega sufre de constante reducción y erosión debido a la contaminación lingüística francesa y a los escasos recursos que el estado pone a disposición para su salvación.
5) La zona norte de la isla es la que más parecido lingüístico, conexión comercial y cultural, tiene con su patria lingüística toscana y la antigua República de Pisa. 
6) Las zonas del sur y la capital, Ajaccio, son el resultado de la interacción entre toscano literario antiguo, siciliano y sardo, formando un híbrido lingüístico cuyo dialecto es reconocido como melódico y parecido también a muchos dialectos del sur de Italia bastante lejanos del toscano actual.
7) Francia puso en marcha una verdadera "Desitalianización" de la isla con muchas medidas como mover la capital de la región desde Bastia hacia Ajaccio para evitar que la isla siguiese comunicando culturalmente con su patria lingüística.
8) El dialecto hablado en el norte de la isla de Cerdeña se deriva de los dialectos corsos del sur con contaminaciones del idioma sardo, por lo que los hablantes del norte de la isla no se entienden con el resto de los sardohablantes teniendo que usar siempre el italiano estándar como se hace entre peninsulares y sardos.
9) Entre el toscano y el italiano hoy en día sigue una intensa actividad de intercambios lingüísticos con reciprocidad por lo que cada día se influencian mutuamente, evolucionando en el tiempo, pero esto ya no ocurre más entre corso y toscano, ni entre corso e italiano.
Por todas estas razones, muchos expertos clasifican lo que se ha llamado 'idioma corso' como dialecto y prefieren incluirlo como subdialecto toscano, abriendo un debate lingüístico.

## Hablantes
El dialecto toscano es hablado por alrededor de 3 500 000 personas, sin contar los habitantes de la provincia de Massa-Carrara, que hablan un dialecto del emiliano-romañol.
Su forma literaria (el italiano estándar) se habla en toda Italia, incluyendo algunas regiones vecinas (como la Suiza italiana y la península de Istria, políticamente dividida entre Croacia y Eslovenia), así como en el micro-Estado de San Marino (enclave dentro de Italia).

## Características del dialecto toscano
El dialecto toscano moderno ya no es idéntico al italiano estándar porque ha evolucionado mucho desde los tiempos de Dante y ahora tiene varias características propias que no están presentes en la lengua nacional. El dialecto tiene características bastante homogéneas, pero todos los subdialectos tienen algunas pequeñas diferencias entre ellos.  
Algunos autores, entre ellos G. I. Ascoli (1873) y G. Devoto (1970), han identificado en el toscano, y por ende en el italiano moderno, la lengua románica contemporánea que mejor retiene los rasgos del latín, sin embargo, se ha criticado que, no obstante los rasgos que aducen en favor de dicha postura sean especialmente relevantes, el toscano-italiano tiene, así como las demás lenguas románicas modernas, numerosas innovaciones, por lo que no puede verse como una lengua más arcaizante que todas las demás en todos los aspectos, aunque sì filológicamente más cercana al latín.

### Fonética

#### Gorgia toscana
La expresión "gorgia toscana" indica la transformación de las consonantes oclusivas sordas /p/, /t/ y /k/ en fricativas sordas en posición intervocálica [ɸ], [θ] y [h], respectivamente. Un ejemplo típico es la llamada "aspiración" (en realidad se trata de fricación) de la "c" en "carne" (esp. "carne"), que hoy en Florencia, Siena y Grosseto se pronuncia "harne", casi "jarne", mientras que, en el resto de Italia y en Córcega, se pronuncia como en castellano.
Este fenómeno tiene su punto culminante en Florencia y Siena mientras que tiende a debilitarse tanto hacia el oeste como hacia el este (en áreas como Arezzo o Cortona no existe la "gorgia"), mientras existe, pero limitadamente a 'c', en la Maremma grossetana y  en las zonas de la provincia de Pistoia y de Pisa que lindan con Florencia y con Siena, por ejemplo en San Miniato y en Volterra.

### Morfología

#### Doble pronombre dativo
Un fenómeno morfológico, citado también por Alessandro Manzoni en su obra maestra "I Promessi Sposi" es el pronombre dativo doble.
Para el uso de un pronombre de persona como objeto indirecto (a alguien, a algo), también llamado caso dativo, el italiano estándar utiliza una construcción preposición + pronombre, a me (a mí), o utiliza una forma de pronombre sintético de derivación latina, mi (me). El dialecto toscano hace uso de ambos en la misma oración como una manera de intensificar el dativo/objeto indirecto:
- italiano estándar: a me piace o mi piace (me gusta)
- toscano: a me mi piace (a mí me gusta)

Esta forma está generalizada a través de las regiones centrales de Italia, no sólo en la Toscana, y hasta hace poco, era considerada una redundancia y un error por los lingüistas italianos. Hoy en día los lingüistas no lanzan invectivas contra esto. En algunos dialectos el pronombre acusativo doble (me mi vedi - tú me ves a mí) puede ser escuchado pero es considerado un arcaísmo y es poco usado.

#### Artículos definidos masculinos
Los artículos definidos masculinos singular y plural ambos son fonéticamente [i] en las variedades florentinas del toscano, pero son distinguidos por su efecto fonológico en siguientes consonantes. El singular provoca alargamiento: [i kkane] (el perro), mientras que el plural permite la debilitación consonántica: [i hani] (los perros). Como en italiano, es normal que el singular masculino lo antes de consonantes no permita /l/ en grupos (lo zio "el tío", lo studente "el estudiante"), aunque formas tales como i zio pueden escucharse en variedades rústicas.

#### Noi +siimpersonal
Un fenómeno morfológico encontrado a través de la Toscana es el uso de la partícula idéntica para el si impersonal (no debe ser confundido con el si pasivo o el si reflexivo), como la primera persona plural. Es básicamente el mismo uso de on en la lengua francesa o el uso de a gente, en el portugués brasileño.
Es posible hacer uso de la construcción si + tercera persona en singular, que puede ser unida por el pronombre de la primera persona plural noi, porque la partícula "si" ya no es percibida como una partícula independiente, sino como parte de una conjugación verbal. 
- italiano estándar: [Andiamo a mangiare] (Vamos a comer), [Noi andiamo là] (Vamos allá)
- toscano: [Si va a mangiare] (Vamos a comer), [Noi si va là] (Vamos allá)

El fenómeno es encontrado en cada tiempo verbal, incluyendo en tiempos compuestos. En estos tiempos, el uso "si" requiere una forma de essere (ser o estar) como verbo auxiliar, incluso si el verbo tiene avere (tener) como verbo auxiliar. El participio pasado crece con el sujeto en género y número si el verbo requiere essere como auxiliar, mientras que no crece en género y número si el verbo requiere avere. 
- italiano:[Abbiamo mangiato al ristorante]
- toscano: [S'è mangiato al ristorante]

#### Fo (faccio) y vo (vado)
Otro fenómeno morfológico en el dialecto toscano es que puede aparecer abreviado el tiempo presente de la primera persona singular de los verbos fare (hacer) y andare (ir).
- fare: faccio → fo (hago)
- andare: vado → vo (voy)

Estas formas se dan por dos motivos. Una es el cambio fonológico natural por la pérdida de /d/ y la reducción de /ao/ a /o/ en el caso de /vado/ → /vao/ → /vo/. Asimismo, posiblemente, ha influido la analogía con las formas de la segunda y la tercera persona singular de los mismos verbos, que presentan formas reducidas respecto al resto de la conjugación del verbo:
- fare: ...fai, fa...
- andare: ...vai, va...

#### Adjetivos posesivos
Otro fenómeno morfológico prevaleciente en el toscano es la pérdida de las desinencias de género y número de los adjetivos posesivos de las tres personas singulares en posición proclítica:
- mio, mia, miei, mie → mi
- tuo, tua, tuoi, tue → tu
- suo, sua, suoi, sue → su

El fenómeno es bastante similar a la formación de los adjetivos posesivos en español.

#### Pérdida de "-re"
Otro fenómeno morfológico con excepción de algunas áreas del subdialecto florentino y que marca sustancial diferencia del italiano estándar es la pérdida del final infinitivo -re de los verbos:
- andàre → andà
- pèrdere → pèrde
- mangiare → mangià

Característica importante de esta pérdida es que el acento permanece en la posición precedente y no se cambia en la nueva penúltima sílaba, diferenciando con frecuencia la nueva forma de la tercera persona singular del indicativo presente.

## Léxico
Las mayores diferencias entre los dialectos está en el léxico, que también distingue los diferentes subdialectos. El léxico toscano comparte con el italiano estándar la casi totalidad del vocabulario, pero tiene un buen número de palabras de uso sólo regional.
A continuación las palabras toscanas más conocidas en Italia:
- babbo - papá
- buzza - barriga
- cacio - queso
- cencio - estropajo
- chetarsi/chetassi - calmarse y/u hacer silencio
- ciccia - carne
- desinare - almorzar, cenar(arcaico)
- diaccio - helado
- ire - irse
- garbare - gustar
- gota - mejilla
- granata - escoba
- labbrata - bofetada en los labios con mano al revés
- ovo/ova - (huevo/huevos)
- sciocco - insípido, soso
- sistola - goma de riego
- susina - ciurela
- treciolo - pepino
- un - no
- sudicio* - sucio (diferentemente del italiano y español entendido también como basura)